# ستيف سكوت (لاعب اتحاد الرغبي)
ستيف سكوت (بالإنجليزية: Steve Scott)‏ هو لاعب اتحاد الرغبي بريطاني، ولد في 26 يوليو 1974 في Galashiels ‏ في المملكة المتحدة.

## وصلات خارجية
- ستيف سكوت عل موقع إسبنسكروم (الإنجليزية)
- ستيف سكوت على موقع ItsRugby.co.uk (الإنجليزية)